# L’Olleria
L’Olleria település Spanyolországban, Valencia tartományban. L’Olleria Canals, Aielo de Malferit, Xàtiva, Alfarrasí és Guadasequies községekkel határos. Lakosainak száma 8648 fő (2024).

## Népesség
A település népessége az utóbbi években az alábbiak szerint változott:
| Lakosok száma | 7168 | 7648 | 8106 | 8692 | 8630 | 8379 | 8261 | 8281 | 8355 | 8648 |
|               | 2001 | 2004 | 2007 | 2009 | 2012 | 2014 | 2017 | 2019 | 2022 | 2024 |